# 안딜
안딜(본명: 문관빈, 2002년 10월 5일 ~ )은 대한민국의 리그 오브 레전드 프로게이머이다. 아이디는 Andil, 포지션은 서포터이다. 현재 DRX에서 활동하고 있다.